# بنتی (اوکلاهما)
بنتی (به انگلیسی: Banty) یک منطقهٔ مسکونی در ایالات متحده آمریکا است که در شهرستان برایان، اکلاهما واقع شده‌است.